# روبرت بوردن
روبرت بوردن (بالإنجليزية:  Robert Borden)‏ كان محامي وسياسي كندي. شغل منصب رئيس وزراء كندا ليصبح ثامن رئيس وزراء في الفترة من 10 أكتوبر 1911 إلى 10 يوليو 1920.

## الحياة السياسية
انضم بوردن إلى الحياة السياسية وهو شاب، وتقلد مناصب عديدة في البرلمان الكندي قبل أن يتولى رئاسة الوزراء. شغل منصب رئيس وزراء كندا من 10 أكتوبر 1911 إلى 10 يوليو 1920. خلال فترة رئاسته، شهدت كندا تحولات كبيرة تأثرت فيها سياساته وقراراته.  

## روابط خارجية
- روبرت بوردن على موقع الموسوعة البريطانية (الإنجليزية)
- روبرت بوردن على موقع إن إن دي بي (الإنجليزية)